# Yehiel Rabinowitz

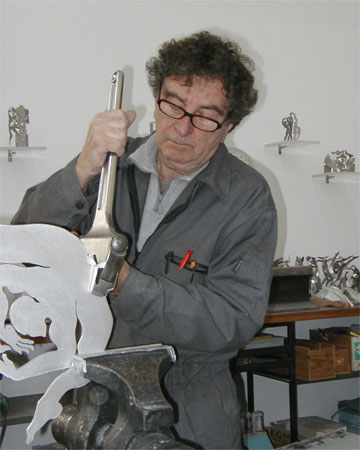
Yehiel Rabinowits

Yehiel Rabinowitz (Ramat Gan, maart 1939) is een kunstschilder en beeldhouwer.

## Levensloop
Rabinowitz vestigde zich in Parijs, alwaar hij van 1960 tot 1965 studeerde aan de Académie des Beaux-Arts. Hij vermeed de toentertijd gebruikelijke specialisatie in één richting, en bekwaamde zich in diverse vakken (tekenen, schilderen, lithografie en beeldhouwen). Op zesentwintigjarige leeftijd had hij zijn eerste solotentoonstelling in de Galerie Abel Rambert te Parijs. Deze werd spoedig gevolgd door tentoonstellingen elders in Frankrijk, Israël en Noorwegen. 

Rabinowitz speelde al vroeg met de gedachte dat kunst een onderdeel van het dagelijkse leven en toegankelijk voor iedereen zou moeten kunnen zijn. 
Na de studentenopstanden van 1968 bleek de tijd rijp om deze gedachte in praktijk te brengen en Rabinowitz realiseerde zijn eerste grote muurschildering in 1971 voor het bedrijf van de fotograaf Bernard Goustard. Hierna volgde gedurende de jaren 70, 80 en 90 een periode waarin Rabinowitz meer dan honderd grote muurschilderingen, mozaïeken en vloeren maakte. Deze werken beslaan vaak vele vierkante meters en zijn niet zelden integraal onderdeel van een grote constructie of gebouw. Helaas is een niet gering aantal muurschilderingen ten prooi gevallen aan de tand des tijds, maar een behoorlijk aantal exemplaren is behouden gebleven.

Na een experimentele periode begon Rabinowitz midden jaren 90 beelden van aluminium en roestvrij staal te maken. Hoogtepunt van dit deel van zijn werk is “Les Otimistes”, een in 2007 gerealiseerde façade van beelden in Fougeres. Een deel van de werkzaamheden voor deze beelden is verricht in Maastricht.    

## Lijst van werken (selectie)

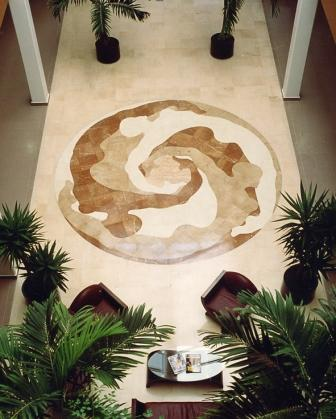
Vloermozaïek, 1992

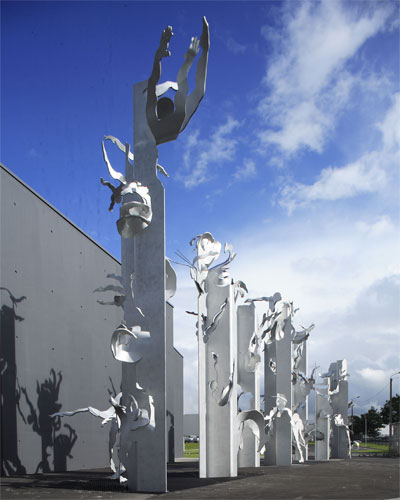
Les Otimistes, Fougères, Frankrijk, 2007

Muurschildering Nova Park Hotel, Parijs, 1981

Muurschilderingen voor Renaultfabriek in Sevilla, Spanje1982-1983 

Muurschilderingen, mozaïeken, en beeldenpark voor Clarins, Pontoise, Frankrijk, 1984-1992 

Fontijn ‘Point d’eau’, Parijs, 1985

Muurschilderingen voor Renaultfabriek in Valadollid, Spanje, 1987

Beeld ‘Snotor’ voor D.C.A.N. scheepswerf, Cherbourg, Frankrijk 1989

‘Les Granes’, artistieke compositie voor appartementencomplex, Parijs XIV, 1993-1999

Tekeningen, litho's en beelden, ‘Pitreries a deux’, Parijs, 1995

Beeld ‘Tête en haut, tête en bas’, Parijs, 1996

‘Gevouwen beeld’, Vancouver, Canada, 1998

Entree ‘Memorial François Mitterrand’, Château Chinon, Frankrijk, 1999

Blauwe gigant, Mouy, Frankrijk, 1999

Beelden voor SODIS, Lagny, Frankrijk, 2000

Serie beelden ‘Les Traversantes’, Parijs, 2000

Beeld ‘Naakt op een vinger’, Parijs, 2003

Façade ‘Les Otimistes’, Fougeres, Frankrijk 2005-2007 